# Sumner (Georgia)
Sumner – miasto w Stanach Zjednoczonych, w stanie Georgia, w hrabstwie Worth.